# Gymnallabes
A Gymnallabes a sugarasúszójú halak (Actinopterygii) osztályának a harcsaalakúak (Siluriformes) rendjébe, ezen belül a zacskósharcsafélék (Clariidae) családjába tartozó nem.

## Rendszerezés
A nembe az alábbi fajok tartoznak:
- Gymnallabes alvarezi Roman, 1970
- Gymnallabes nops Roberts & Stewart, 1976
- Gymnallabes typus Günther, 1867